# T-42 (전차)

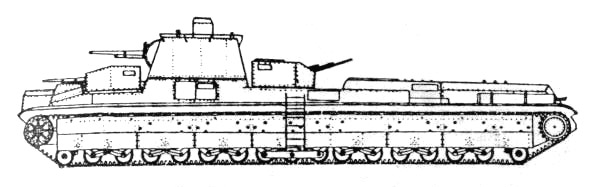
T-42 전차의 좌측 프로파일 초안

T-42는 소련에서 생산 및 운용되었던 초중전차이다. 무게100톤에 크기는 평균 전차보다 3~4배 컸으며 107mm포 1문과  76.2mm포 2문 45mm포 2문으로 무장할 계획이었다. 너무 느리고 무거운데다가 생산 비용이 비싸서 생산에 들어가지 못했다.

## 역사
1920년대 말부터 1930년대 초까지 소련의 군사-정치적 상황은 군대의 현대화를 위한 긴급 조치를 요구했다. 1929년 인민위원회에 의한 프로그램의 시행은 군대에 개선된 탱크를 갖추기 위해 고안되었다. 당시 대부분의 붉은 군대 갑옷은 T-18(MS-1)과 같은 비교적 현대적인 경보병 지원 전차로 구성되었고, 중·중전차의 역할은 주로 러시아 내전에서 포로로 잡힌 영국 전차에 의해 수행되었다. 토착적인 중전차를 만들기 위한 작업이 시작되었지만, 소련은 전차 설계에 필요한 과학적 기반과 경험이 부족하다는 것이 금세 명백해졌다. 국내 전차 설계(예를 들어 T-30)를 개발하려는 몇 번의 성공적인 시도 끝에, 육군은 주로 독일의 전문가들을 끌어들이기로 결정했다.
1930년 3월 엔지니어 에드워드 그로테가 이끄는 독일의 전문가 그룹이 소련에 초청을 받아 도착했다. 이 그룹은 붉은 군대를 무장시키기 위해 미래의 탱크 초안을 작성하도록 위임되었다. 그로테의 첫 번째 직업은 "강력한 중형 탱크"로, 당시보다 앞선 전반적인 수준의 공학 기술을 보유하고 있었다. 이 탱크는 붉은 군대의 리더십에 매우 좋은 인상을 남겼지만, 디자인의 높은 복잡성으로 인해 순수하게 실험적인 개발로 남게 되었다.
그러나, 이것은 그로테를 낙담시키지 않았고, OKB는 무거운 탱크를 설계하기 시작했다. 재능 있는 엔지니어로서 그로테는 탱크를 설계하는 데 인상적인 경험을 가졌고, 1930년대 초에 소련은 이러한 기계의 설계와 건설에 자금을 댈 수 있는 몇 안 되는 나라들 중 하나였다. 1932년 3월에 독일 엔지니어는 TG-VI라고 불리는 75톤 무게의 무거운 획기적인 탱크의 군 초안을 제시했다. 이 개발은 UMM RKKA로부터 특별한 지원을 받지 못했고, 그 결과 그로테는 그것을 T-42 (또는 TG-V)라고 불리는 새로운 프로젝트 탱크로 재작업했다. 그것은 그것의 이전 모델보다 훨씬 더 인상적이었고 100톤의 무게가 나갔다. 1932년 여름에 새로운 프로젝트는 군대에 의해 고려되었고, 이전 모델처럼 거의 성공을 거두지 못했다.
이때까지 UMM RKKA는 이미 T-35를 중전차로 선택했고, 이는 그로테의 설계보다 우수했다. T-42에 필요한 엔진은 실제로 존재하지 않았고, 거대한 차량에 동력을 공급하는 문제는 해결되지 않았다. 탱크의 속도와 기동성에 의문이 제기되었고, 높은 가격이 주목되었다. 그 결과, UMM RKKA 위원회는 T-42가 제시된 설계 목표와 완전히 일치하지 않는다고 판단하고 대신 T-35에 초점을 맞추어 프로젝트를 종료하기로 결정했다.

## 디자인
T-42는 T-35와 유사한 배치를 가진 탱크로, 그 중 하나인 T-35-1은 Kharkiv Locomotive Factory의 작업을 기반으로한 프로토타입이었다. T-42는 주포로 107mm M1910/30 필드 건을 장착한 한 개의 포탑과 45mm M1932/38 (20K) 탱크 총을 장착한 두 개의 BT-2 전차 포탑, 그리고 7.62mm DTM 기관총을 장착한 두 개의 포탑을 가졌다. 이전과 마찬가지로 T-42도 TG-IV와 같이 주포가 상층에 있고 부차적 무기가 하층에 위치한 두 층 구조를 가졌다.
제어실은 탱크 전면에 위치했으며, 운전자 좌석으로부터 풍경을 적절하게 볼 수 있도록 고려되었다. 다섯 개의 포탑에 다양한 무기가 배치되었는데, 첫 번째 층에는 주 포탑 주위에 네 개의 포탑이 있었다. 이 중에서 두 개의 포 포탑 앞에는 45mm M1932/38 (20K) 탱크 건을 장착한 포탑이 있었고, 이와 짝을 이루는 7.62mm 기관총이 장착되었다. 마지막으로, 항공 임무를 수행하기 위한 두 개의 DT 기관총이 장착된 후방 포탑이 있었다. 두 번째 층에는 M1910/30을 장착할 수 있도록 조정된 주 포탑이 있었으며, 주 포탑의 지붕에는 지휘관을 위한 작은 돔도 있었다. 이 프로젝트는 탱크 무기의 상세한 설계에는 포함되지 않았으며, 문서에서는 무기의 배치 방법만 보여주었다.
이외에도 세 개의 포탑에 무기를 배치하는 디자인도 고려되었다. 이 디자인은 앞 포탑에 76.2mm 건, 뒷 포탑에 일반 45mm 건, 그리고 중앙 포탑에 107mm 건을 장착하는 방식이었다.
전원실은 탱크 후방에 위치했으며, 100톤의 무거운 기계를 쉽게 움직일만한 충분한 동력이 필요했다. Red Army UMM이 요구하는 속도를 충족하기 위해 T-42는 약 2,000마력이 필요했으며, 1932년 당시 2,000마력을 생산할 수 있는 단일 엔진이 없었기 때문에 각각 1,000마력을 생산하는 두 개의 디젤 엔진을 설치해야 했다.
탱크 서스펜션은 17개의 쌍으로 된 작은 지름의 롤러, 전면의 이들러, 그리고 후방 구동 스프로켓으로 구성되었다. 제1, 17번 로드 휠은 개별 서스펜션을 가졌고, 가운데 세 개의 롤러는 공통 개차에 연결되었으며, 나머지 쌍은 6개의 보기에 위치했다. 탱크 운용을 용이하게 하기 위해 전기 변송 및 서보 제어도 적용되었으나, 이로 인해 서스펜션을 더 복잡하게 만들고 비용을 높였다.
탱크의 각 면마다 다른 갑옷 두께를 고려하며, 전면부와 포탑의 최대 두께는 90mm였다.

## 분석
1920년대-1930년대 전 세계에서 개발된 대부분의 초중량 탱크와 마찬가지로, T-42는 실용적인 용도가 거의 없었다. 이런 탱크의 거대한 크기와 무게는 반항할 만한 목표물로 만들었으며, 대공 조치에도 불구하고 탱크의 이동 특성 또한 의심스러웠다. 또한, 이러한 크기와 무게의 탱크를 전선으로 이송하고 전투에 투입하는 문제도 있었다 (예를 들어, 이러한 무거운 기계를 다리 위로 이동하거나 이를 운반할 수 있는 철도차량을 만드는 문제). 이러한 이유와 엄청난 비용 때문에 매우 강력한 무기를 갖고 있더라도 T-42는 전투에서 결정적인 역할을 수행할 수 없었다. 따라서 이 탱크는 나중에 소련이 채택한 T-35보다 열세였다

## 같이 보기
- T-35
- KV-1
- KV-2
- IS-2
- IS-3

## 참고 문헌
- 한국전쟁시 Tank vs Tank Combat In Korea